# Metropolitan Amateur
Het eerste Metropolitan Amateur (ook Met Amateur) begon in 1899, net als het Western Amateur. Beide golftoernooien begonnen vier jaar nadat het eerste US Amateur was gestart. Door toedoen van sportjournalist Dana Oliver Mozley, die 38 jaar voor de Daily News werkte, groeide het toernooi tot een hoog niveau. Vijf spelers die het Met Amateur wonnen, wonnen ook het US Amateur: Herbert Harriman (1899), Findlay Douglas (1898), Walter Travis (1900, 1901 en 1903), Jess Sweetser (1922) en Willie Turnesa (1938, 1948).

## Winnaars
| - 1899: H.M. Harriman - 1900: Walter Travis - 1901: Findlay Douglas - 1902: Walter Travis - 1903: Findlay Douglas - 1904: H. Wilcox - 1905: Charles H. Seely - 1906: Jerome Travers - 1907: Jerome Travers - 1908: Charles H. Seely - 1909: Walter Travis - 1910: F. Herreshoff - 1911: Jerome Travers - 1912: Jerome Travers - 1913: Jerome Travers - 1914: Oswald Kirkby - 1915: Walter Travis - 1916: Oswald Kirkby - 1917-18: geen toernooi - 1919: Oswald Kirkby - 1920: D.E. Sawyer - 1921: G.W. White - 1922: Jess Sweetser - 1923: F.W. Dyer | - 1924: W.M. Reekie - 1925: Jess Sweetser - 1926: W.M. Reekie - 1927: E.H. Driggs Jr - 1928: Eugene Homans - 1929: M.J. McCarthy Jr - 1930: M.J. McCarthy Jr - 1931: Leonard Martin - 1932: T.S. Tailer Jr - 1933: Mark J. Stuart - 1934: T.S. Tailer Jr - 1935: John Parker Jr - 1936: George Dunlap - 1937: Willie Turnesa - 1938: Frank Strafaci - 1939: Frank Strafaci - 1940: John P. Burke - 1941: Michael Cestone - 1942-43: geen toernooi - 1944: E.H. Driggs Jr - 1945: Frank Strafaci - 1946: Frank Strafaci - 1947: Frank Strafaci - 1948: Ray Billows | - 1949: Joseph McBride - 1950: Frank Strafaci - 1951: Joseph Gagliardi - 1952: Joseph Marra - 1953: Wilson Barnes Jr - 1954: Frank Strafaci - 1955: Robert W. Kuntz - 1956: Thomas J. Goodwin - 1957: Paul Kelly - 1958: Robert W. Gardner - 1959: Paul Kelly - 1960: Robert W. Gardner - 1961: Robert W. Gardner - 1962: Robert W. Gardner - 1963: Robert W. Gardner - 1964: Robert W. Gardner - 1965: Mark J. Stuart Jr - 1966: James E. Fisher - 1967: John C. Baldwin - 1968: Dick Siderowf - 1969: Dick Siderowf - 1970: Dick Siderowf - 1971: Richard Spears - 1972: George Burns | - 1973: Jerry Courville Sr - 1974: Dick Siderowf - 1975: Bill Britton - 1976: Bill Britton - 1977: Dave Ferrell - 1978: Mike Burke Jr - 1979: Jerry Courville Sr - 1980: Howard Pierson - 1981: Peter Van Ingen - 1982: George Zahringer - 1983: Mark Diamond - 1984: George Zahringer - 1985: George Zahringer - 1986: George Zahringer - 1987: George Zahringer - 1988: Jim McGovern - 1989: Dick Siderowf - 1990: John Baldwin - 1991: Dennis Slezak - 1992: Mike Muehr - 1993: Jeff Putman - 1994: Dennis Hillman - 1995: Jerry Courville Jr - 1996: Ken Bakst | - 1997: Jerry Courville Jr - 1998: Jerry Courville Jr - 1999: Greg Rohlf - 2000: David Kwon - 2001: Johnson Wagner - 2002: Johnson Wagner - 2003: Michael Stamberger - 2004: Andrew Svoboda - 2005: Ronald Vannelli - 2006: Tommy McDonagh - 2007: Greg Rohlf - 2008: Tommy McDonagh - 2009: Cameron Wilson - 2010: Evan Beirne - 2011: Mike Miller - 2012: Ryan McCormick - 2013: Pat Wilson |